# Lutz Niethammer
Pour les articles homonymes, voir Niethammer.
Lutz Niethammer, né à Stuttgart (État populaire libre de Wurtemberg) le 26 décembre 1939 et mort à Berlin (Allemagne) le 29 juillet 2025, est un historien allemand, professeur dans plusieurs universités allemandes. Il traite l'histoire allemande d'après-guerre et s’intéresse à l'histoire orale.

## Biographie
Lutz Niethammer naît le 26 décembre 1939 à Stuttgart (capitale actuelle du Land de Bade-Wurtemberg) en Allemagne hitlérienne. 
Il devient un historien, professeur aux universités d'Iéna, de Vienne et de Duisbourg-Essen ainsi qu'à celle d'enseignement à distance de Hagen (FernUniversität Hagen (de).    
Lutz Niethammer traite l’histoire contemporaine, en particulier l'histoire allemande d'après-guerre et l'histoire orale, une méthode de recherche historique qui tente, par l'interrogation de témoins, de reconstituer de façon subjective l'histoire d'une population particulière ou de milieux spécifiques.        
Lutz Niethammer meurt à Berlin le 29 juillet 2025 à l’âge de 85 ans.